# Чемпионат СССР по лыжным гонкам 1972
44-й лично-командный чемпионат СССР по лыжным гонкам проводился в Мурманске с 24 по 31 марта 1972 года. Соревнования проводились по семи дисциплинам — гонки на 15, 30 и 50 км, эстафета 4×10 км (мужчины), гонки на 5 и 10 км, эстафета 4х5 км (женщины).

## Медалисты

### Мужчины
|                  | Золото                                                            | Серебро                                                                                  | Бронза                                                                                  |
| ---------------- | ----------------------------------------------------------------- | ---------------------------------------------------------------------------------------- | --------------------------------------------------------------------------------------- |
| Гонка на 15 км   | Скобов Юрий «Спартак» Киров                                       | Симашев Федор «Динамо» Москва                                                            | Рочев Василий «Динамо» Сыктывкар                                                        |
| Гонка на 30 км   | Скобов Юрий «Спартак» Киров                                       | Веденин Вячеслав «Динамо» Москва                                                         | Тараканов Валерий Вооружённые Силы Москва                                               |
| Гонка на 50 км   | Веденин Вячеслав «Динамо» Москва                                  | Воронков Владимир Вооружённые Силы Москва                                                | Симашев Федор «Динамо» Москва                                                           |
| Эстафета 4х10 км | «Динамо» Воодла Юрий Рочев Василий Симашев Федор Веденин Вячеслав | Вооружённые Силы Тараканов Валерий Долганов Владимир Воронков Владимир Акентьев Анатолий | Вооружённые Силы Трефилов Владимир Суслов Александр Горлов Александр Храмогин Александр |

### Женщины
|                 | Золото                                                                | Серебро                                                                            | Бронза                                                   |
| --------------- | --------------------------------------------------------------------- | ---------------------------------------------------------------------------------- | -------------------------------------------------------- |
| Гонка на 5 км   | Олюнина Алевтина «Труд» Горький                                       | Елистратова Жанна «Буревестник» Свердловск                                         | Григорьева Дина «Локомотив» Канаш                        |
| Гонка на 10 км  | Кулакова Галина «Труд» Ижевск                                         | Шебалина Нина «Спартак» Ленинград                                                  | Олюнина Алевтина «Труд» Горький                          |
| Эстафета 4х5 км | «Труд» Мухачева Любовь Олюнина Алевтина Федорова Нина Кулакова Галина | Вооружённые Силы Пилюшенко Галина Посникова Татьяна Амосова Зинаида Доронина Лидия | «Калев» Алупэри Инге Ратт Маре Рехемаа Рутт Мягар Ингрид |

Лично-командный чемпионат СССР (11-й) в лыжной гонке на 70 км среди мужчин проводился в Кандалакше 9 апреля 1972 года.

### Мужчины (70 км)
|                | Золото                      | Серебро                                            | Бронза                        |
| -------------- | --------------------------- | -------------------------------------------------- | ----------------------------- |
| Гонка на 70 км | Гаранин Иван «Енбек» Рудный | Чарковский Юрий «Спартак» Петропавловск-Камчатский | Попов Владимир «Динамо» Киров |